# Rabobank Development Team
Rabobank Development Team  (código UCI: RDT), foi uma equipa ciclista profissional dos Países Baixos de categoria Continental e filial do Rabobank. Durante nove anos compartilhou o mesmo nome que sua equipa dependente pelo que foi conhecido como Rabobank GS3 ou Rabobank TT3 (até 2004) e Rabobank Continental ou Rabobank CT (de 2005 até 2010). Apesar de sua função de filial costuma ser um das melhores equipas de sua categoria (com 4 top-tem do UCI Europe Tour vencendo no UCI Europe Tour 2006-2007) superando muitas vezes a equipas de categoria superior, de facto corredores reconhecidos mundialmente como Ryder Hesjedal, Lars Boom, Bauke Mollema, Robert Gesink ou Tejay Vão Garderen se iniciaram e começaram a destacar no profissionalismo nesta equipa.
Desde seus inícios patrocinado pelo banco neerlandés Rabobank, a empresa apartar-se-á da equipa em 2013 depois dos escândalos de dopaje do "Caso US Postal-Armstrong", ainda que igualmente cumprirá com os contratos dos corredores e a equipa poderá competir a próxima temporada inclusive com o nome Rabobank.

## História da equipa
A equipa fundou-se em 2002 como um das primeiras equipas de cantera em categoria profissional, neste caso de 3ª Divisão. Isto suporia uma melhor adaptação dos corredores à primeira equipa pudiéndo combinar provas amateur com provas profissionais.
Desde sua criação tem destacado especialmente em voltas por etapas de categoria 2.2 (nas que podem disputar equipas amateurs) sobretudo nas mais prestigiosas do centro e sul de Europa por exemplo no Tour de Olympia onde têm ganhado 10 edições e 37 etapas, no Tour de Normandía onde têm ganhado 4 edições e 16 etapas, no Circuito Montañés onde têm ganhado 3 edições e 13 etapas, no Tour de Bretaña onde têm ganhado 1 edição e 13 etapas ou no Tour de Thüringe onde têm ganhado 1 edição e 10 etapas todo isso em sozinho 11 anos; sem contar as edições quando essas carreiras foram amateur. Conseguindo desde sua criação um total de 249 vitórias destacando em 2005, 2006 e 2008 com 38, 42 e 38 vitórias, respectivamente.

### Rabobank-Giant Offroad Team
Como esta equipa utilizava-se também para correr diferentes provas de ciclocross e mountain bike (por isso o de utilizar o nome de Rabobank) ainda que sem ser profissional nessas disciplinas, a partir de 2010 decidiram se especializar e se separou a equipa dessas modalidades no chamado Rabobank-Giant Offroad Team enquanto este de ciclismo em rota chamar-se-ia Rabobank Continental Team a partir de 2011.

## Material ciclista
Depois de utilizar durante longo tempo bicicletas Colnago, desde 2009 utiliza bicicletas Giant. Os componentes são de Shimano.
Desde o 2013 a roupa desportiva é de Etxeondo.

## Sede
A equipa tem sua sede em Vlijmen (Mr Kuijs Piet, Marijnenlaan 43, 5251 SB Vlijmen).